# グリコアイクレオ
グリコアイクレオ株式会社は、かつて存在した食品及びスキンケア商品のメーカー。江崎グリコグループにて主に乳児用粉ミルク等の製造を行っていた。

## 概要
社名の『I』は「愛」、『CREO』はラテン語の「創造」に由来する。「子育て支援企業」を標榜し、乳幼児並びに妊産婦の健康を広くサポートすることを企業理念としていた。
前身は、米国アメリカン・ホーム・プロダクツ（後のワイス）傘下にあったワイスの日本法人「日本ワイス株式会社」（1957年設立）で、「SMA」ブランドの乳児用調製粉乳の製造販売を行っていた。のち2000年4月に、アイクレオ株式会社に社名変更。2001年10月には江崎グリコの傘下に入った。
2019年1月1日付で販売部門などを江崎グリコへ会社分割により移管して、製造部門のみとなり、商号をグリコアイクレオ株式会社へ変更した。同時に、本社を東京都港区から兵庫県丹波市へ移転した。
江崎グリコグループにおける製造子会社の統合に伴い、2020年7月1日付でグリコマニュファクチャリングジャパン株式会社へ吸収合併され、解散した。
2024年に旧本社所在地であった丹波市の工場が閉鎖し新設された岐阜県の工場に移転した。

## 主な商品
粉ミルク
- 「アイクレオ バランスミルク」乳児用調製粉乳
- 「アイクレオ フォローアップミルク」フォローアップミルク
- 「アイクレオ 低出生体重児用ミルク」低出生体重児用ミルク（医療機関限定で一般販売は行われていない）